# Estelas de Badalona
Las estelas ibéricas de Badalona son un conjunto de tres estelas funerarias iberas conservadas en el Museo de Badalona que presentan inscripciones en escritura ibérica nororiental con el nombre del difunto y están decoradas con una serie de símbolos, incluyendo lanzas. Son un conjunto destacado teniendo en cuenta que en Cataluña sólo se conservan ocho estelas ibéricas.
La primera estela, la estela de Can Peixau, fue encontrada en 1929 en el barrio de Llefià.
En el año 2000, durante la excavación del cardo maximus de la ciudad romana de Baetulo, se encontraron dos estelas más. Ambas tienen la particularidad de que en ambas aparece un mismo nombre propio. Supuestamente corresponden a padre e hijo de una familia ibera, lo que constituye un caso único. El contexto en el que fueron halladas también es significativo: los colonizadores romanos las habían reutilizado como tapa de las alcantarillas de la ciudad que hoy es Badalona.

## Contexto histórico

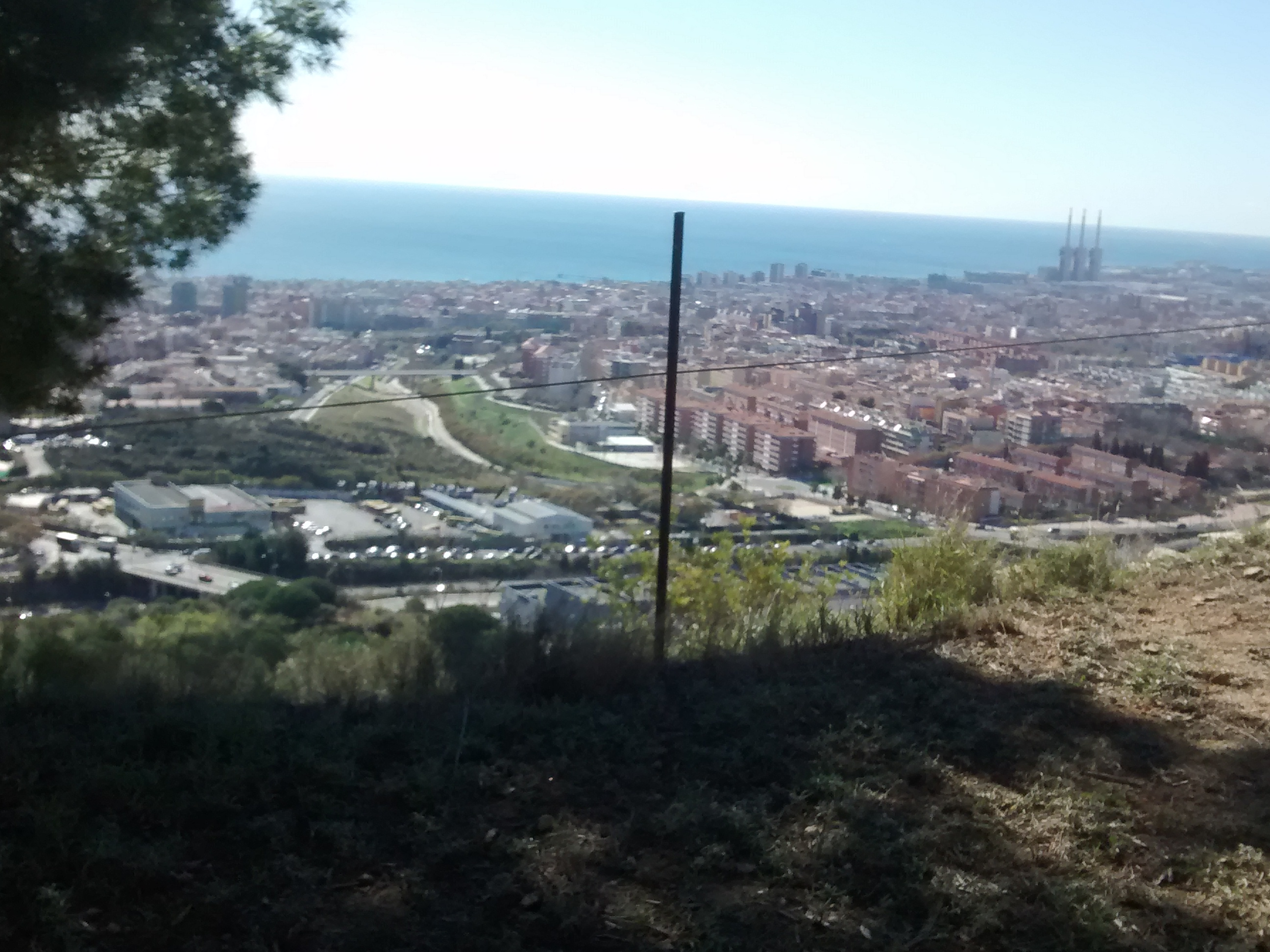
Vista de Badalona desde el poblado del Cerro de en Boscà. En el centro de la imagen se construyó la nueva Baetulo

La datación de las estelas corresponde al período del último población del poblado ibérico del Turó d'en Boscà, la antigua Baitolo, antes de la fundación de la nueva Baetulo romana. El poblado ibérico se encuentra a 198 metros de altitud y fue refundado por los romanos a la llanura por donde pasaba la rama del Maresme de la vía Augusta, sobre el pequeño cerro de en Rosés, actualmente barrio del Dalt de la Vila. El nombre de Baitolo, transcripción de , se conoce por monedas ibéricas, y es el precedente obvio del nombre latín Baetulo. Una vez fundada la ciudad romana a principios del siglo I el poblado ibérico se fue abandonando y probablemente se reutilizó material para la construcción.
Los iberos incineraban los cadáveres y mayoritariamente depositaban los restos no calcinados en pudrideros colectivos. Sólo una parte de la sociedad tenía un ritual de enterramiento en la necrópolis. Estas solían estar situadas fuera de las murallas pero cerca del poblado en el mismo cerro. Tras la cremación, los restos eran depositadas en una urna enterrada junto con objetos personales del difunto. Las necrópolis de los layetanos eran austeras. Sobre el túmulo de tierra y piedras se señalaba el lugar colocando encima una estela con el nombre del difunto y una decoración simbólica.

## Contexto arqueológico

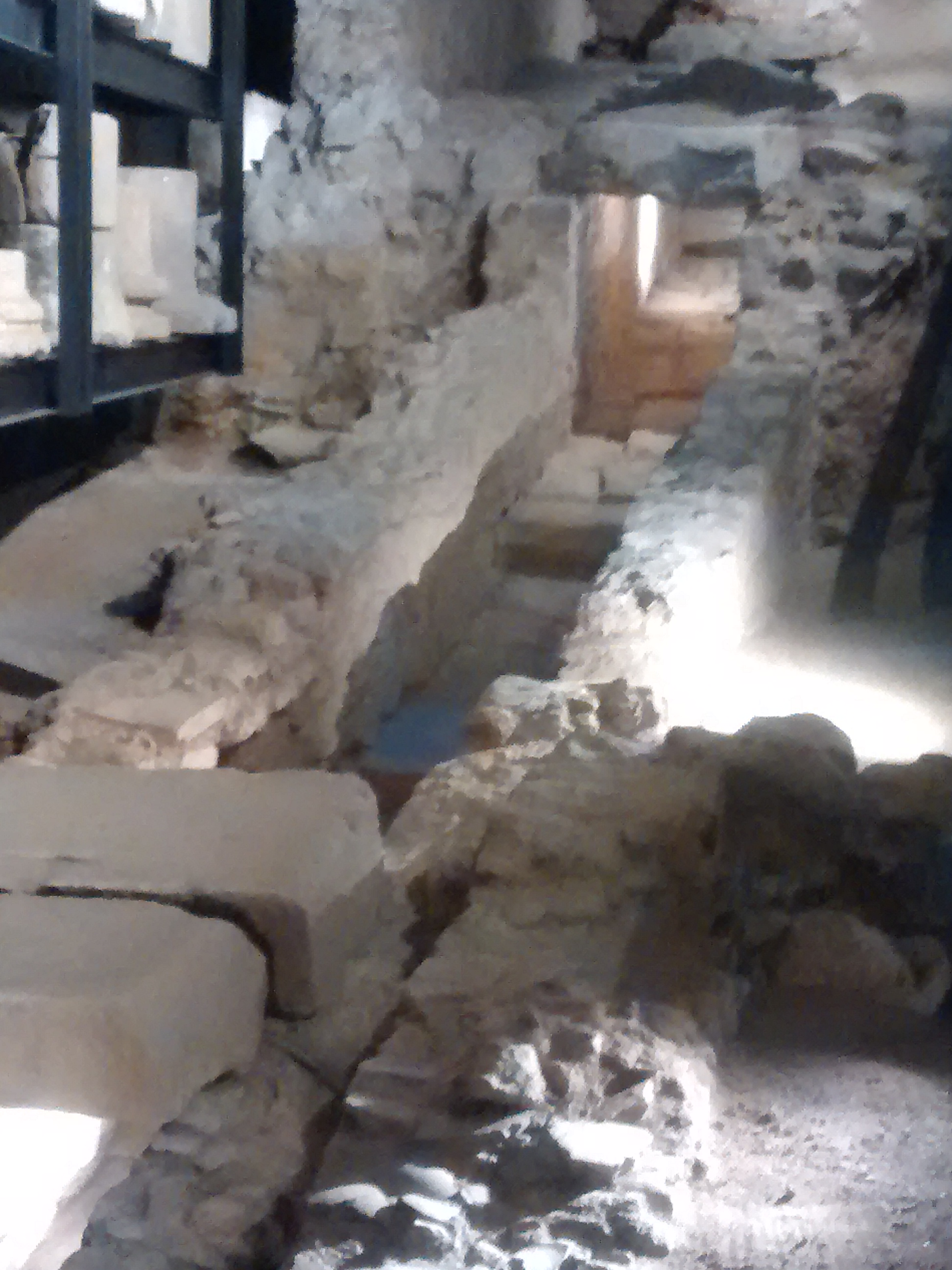
Alcantarilla del cardo maximus de Baetulo, donde se encontraron las dos estelas entre las losas

Las tres estelas fueron encontradas fuera de su contexto originario, en zonas con restos romanos lejos del poblado ibérico. La primera es de la zona de Can Peixau, en el barrio de Llefià, donde había habido una villa romana, y las otras dos fueron reutilizadas en la estructura del cardo maximus de la ciudad romana de Baetulo. La cronología de las tres estelas corresponde al período entre el 150 a. C. y el 75 a. C., y se superponen con el inicio de la época romana a principios del siglo I a. C.
La estela de Can Peixau, o Llefià, fue encontrada en 1929, reutilizada como banco en la entrada de la antigua masía de Can Peixau. Fue trasladada al Museo de la Agrupación Excursionista de Badalona. El museo fue expoliado en 1940 después de la Guerra Civil y la estela fue depositada en el Museo Arqueológico de la Diputación. En 1980 fue devuelta al Museo de Badalona. La masía fue derribada en 1957. Estaba situada entre las actuales calles de Font i Escolà, Baldomer Solà, Miquel Servet y Galileo, en la antigua zona de Llefià, actualmente barrio del Raval. En el yacimiento de Can Peixau, alrededor de la antigua masía, se ha encontrado una villa romana señorial con dependencias rústicas y varios monumentos funerarios romanos.
Las dos estelas de Baetulo fueron encontradas en julio del 2000 durante las excavaciones en la zona del foro de la ciudad romana, bajo la plaza de Font i Cusó. Se abrió un tramo de la alcantarilla que iba por debajo del cardo maximus. Normalmente el cardo maximus se planificaba en el eje norte - sur, pero en Baetulo es perpendicular al litoral y aprovechaba el desnivel de la colina de en Rosés (20 m de altitud) para el colector de aguas. La alcantarilla, de 80 cm de ancho y 90 cm de profundidad, estaba cubierta por grandes bloques de piedra en forma de losas. Entre estas losas aparecieron dos estelas ibéricas, una al lado de la otra, encajadas con piedras más pequeñas. Habían sido tomadas de alguna necrópolis y reutilizadas como cubierta de alcantarilla. Una tiene 90 cm de longitud y la otra 142 cm, pero los romanos las habían descabezado para adaptarlas a la anchura del colector. El traslado se haría poco después de la fundación de Baetulo, a principios del siglo I a. C.. Están fechadas entre los años 150 a. C. y 75 a. C. Sorprende el hecho de reutilizar unos monumentos funerarios de poco más de 50 años de antigüedad como cubierta de alcantarilla. Indica un sentido práctico sin escrúpulos.

## Inscripciones

### Epigrafía
Las estelas tienen inscrito el nombre del difunto en escritura ibérica nororiental, desde una forma simple hasta una expresión más elaborada. La escritura ibérica está descifrada, pero la lengua ibérica permanece en gran parte incomprensible. Sin embargo, se han hecho progresos en el campo de la antroponimia, tanto por el contexto como por la estructura léxica. El estudio del bronce de Ascoli, con una relación en latín de unos 30 nombres ibéricos, pone de manifiesto que los nombres personales tienen segmentos lexicales que se repiten. Los nombres personales ibéricos son bimembres, es decir, que están compuestos por dos formantes normalmente bisílabos o monosílabos. Estos formantes se combinan libremente, como primer o como segundo componente, para formar los nombres personales. Jürgen Untermann identificó 141 formantes antroponímicos. Por ejemplo, el famoso caudillo Indíbil, en latín Indibil, está compuesto por los formantes conocidos «inti + bilis».
La estela de Can Peixau tiene una inscripción de difícil lectura en el primer signo por su estado de conservación. Hay consenso en la lectura akanos, un nombre personal ibérico formado por «aka + nos». Estos dos formantes antroponímicos no están suficientemente documentados. Se supone que son variantes de «aker + nios».

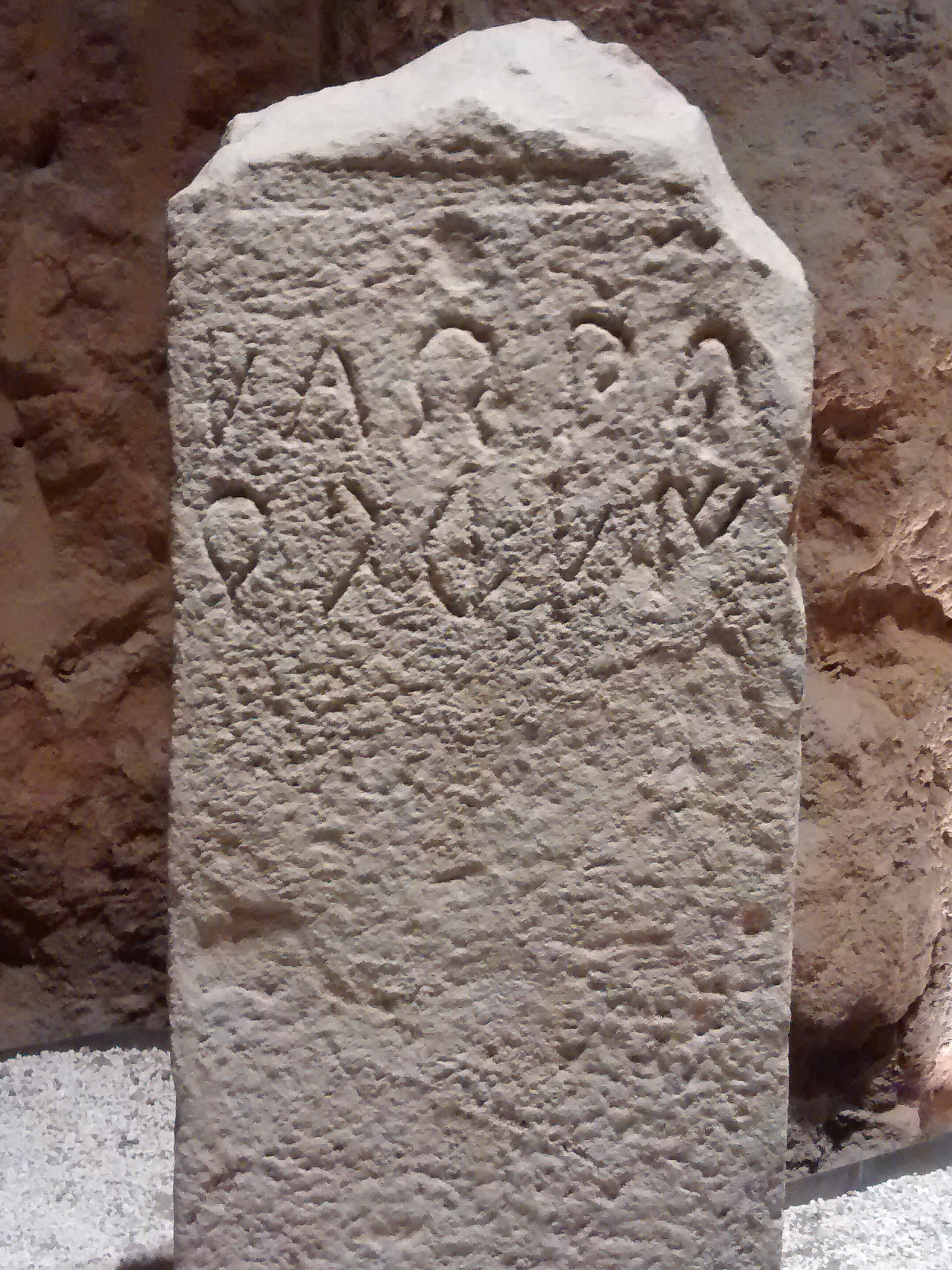
Estela 1 de Baetulo
ḿlbebiu
ŕar·ḿi

La estela 1 de Baetulo lleva una inscripción en dos líneas hecha con incisión profunda pero irregular.
La lectura es ḿlbebiuŕar · mí. A pesar de la interpunción, está compuesto por el nombre personal «ḿlbebiuŕ» más el complejo sufixal «-ar-mí» conocido detrás de antropónimos. El nombre personal «ḿlbebiuŕ» está compuesto por los formantes conocidos «ḿlbe + biuŕ». El signo transliterado «ḿ» es algún fonema nasal que en latín se transcribía por «na», por ejemplo en el bronce de Ascoli aparece el nombre ibérico Nalbeaden con el mismo formando «ḿlbe». El complejo sufixal puede ser un dativo o un genitivo, a pesar de las reservas que implica asignar casos gramaticales a una lengua aglutinante. El significado sería «para o de Nalbebiur».

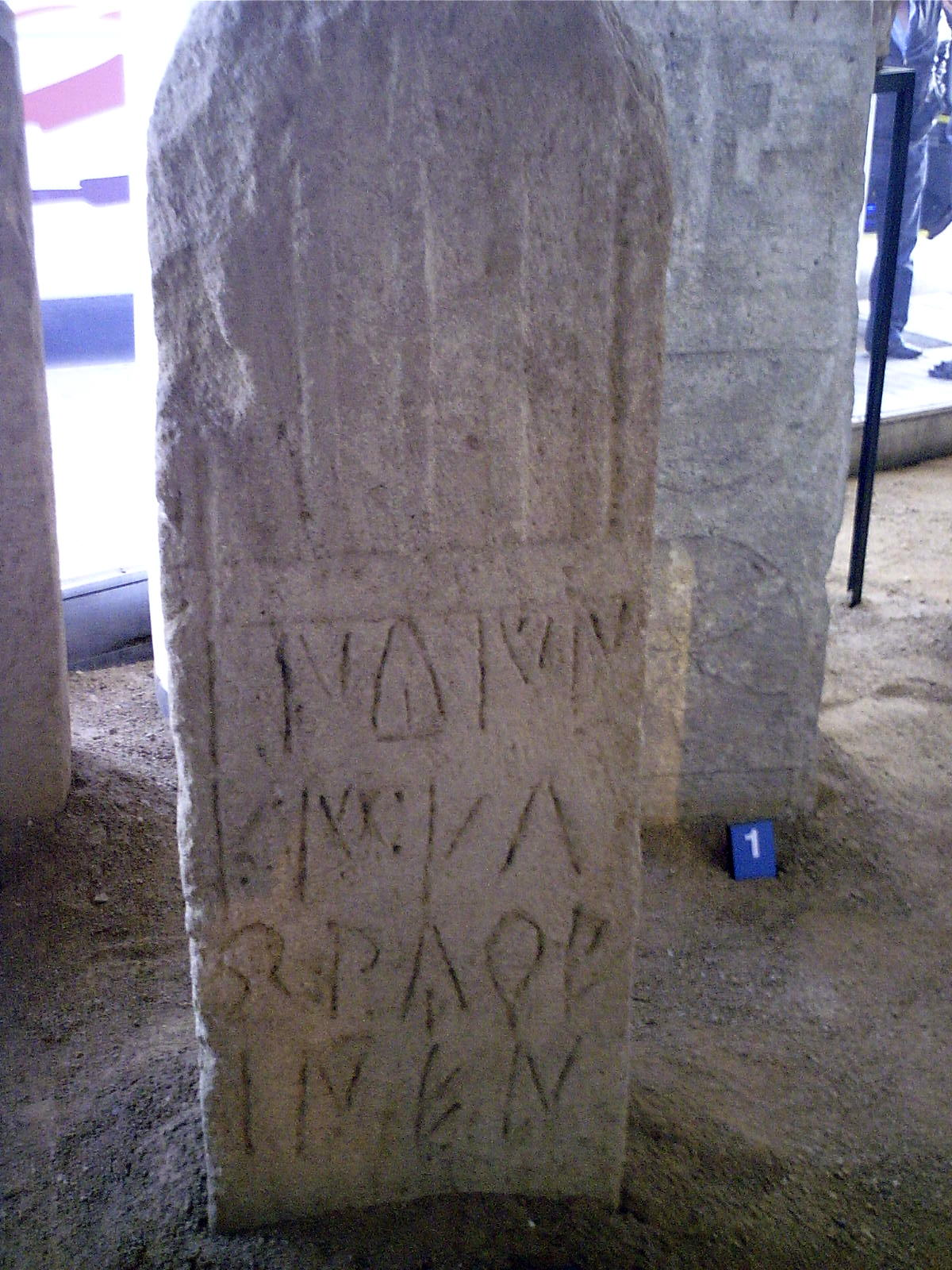
Estela 2 de Baetulo
bantuin
ḿi·ḿl
bebiuŕe
banen

La estela 2 de Baetulo lleva una inscripción más compleja con incisión profunda, pero a veces imprecisa y sin unión de los trazos.
En cuatro líneas se lee: «bantuin / ḿi·ḿl / bebiuŕe / banen». Sólo hay una interpunción en la segunda línea separando la primera palabra. La segmentación propuesta es: bantuinḿi ḿlbebiuŕ ebanen. Se repite el nombre «ḿlbebiuŕ» de la estela 1. El primer nombre «bantuinḿi» está compuesto por los formantes «ban + tui» y el complejo sufixal «-(e)n-ḿi». El primer formando «ban» tiene paralelos en otros nombres personales, pero resulta problemático por ser un nombre común muy usado, entre otras posibilidades como el numeral 1. El segundo formante, «tui», es una variante del conocido «tuitu». El complejo de sufijos «-(e)n-mí» es habitual tras nombres propios y sería equivalentel a «-ar-mí» de la estela 1. La última expresión «eban», formada por «eban» más el sufijo «- en» de genitivo, podría corresponder a la fórmula latina filius usada para indicar la filiación. La traducción es «para (o de) Bantui, el hijo de Nalbebiur». 
Así como en la estela 1 de Baetulo, supuestamente del padre, sólo se indica el nombre sin filiación, el hecho de que la estela 2, supuestamente del hijo, use el equivalente a la fórmula de nombre romano con filiación implica una cierta latinización entre una generación y otra, eso sí, conservando la lengua y la escritura ibérica.
Las tres inscripciones tienen como referencia del catálogo Monumenta Linguarum Hispanicarum de Untermann: C.8.1, C.8.10 y C.8.11. La letra C indica la zona litoral catalana, el número 8 indica el yacimiento de Baetulo, el número siguiente es correlativo según los hallazgos en el yacimiento.

### Iconografía

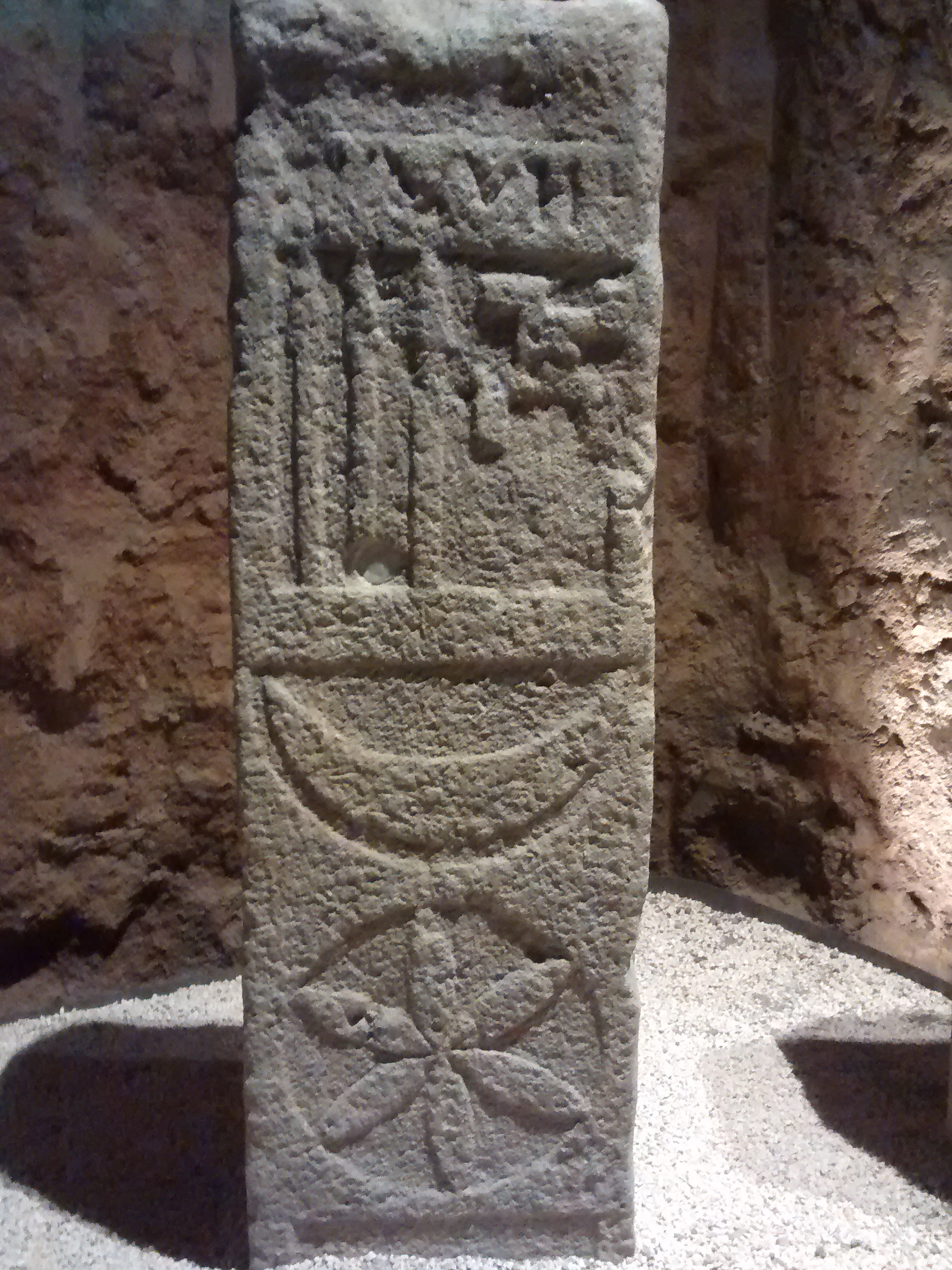
Estela de Can Peixau

La estela de Can Peixau tiene la epigrafía en caracteres ibéricos en la parte superior. Debajo hay un marco con tres lanzas verticales y una esvástica a su derecha. En la parte inferior tiene una luna creciente y una roseta de seis puntas sobre un círculo rebajado. Esta iconografía es muy parecida a la estela de Barcelona que se encontró en 1858 en una finca de la calle del Arco de San Ramón del Call, aparentemente incrustada en la muralla romana. Esta estela de Barcelona está documentada, pero actualmente se desconoce su localización.
La estela 1 de Baetulo no tiene ninguna decoración en la parte que se conserva. No es posible saber si la tenía en la parte superior rota.
En la estela 2 de Baetulo el epígrafe en cuatro líneas ocupa los dos tercios inferiores. En el tercio superior hay un bajo relieve con cinco lanzas verticales. Sólo una de ellas conserva la punta, las otras cuatro seguramente se destruyeron para encajar la estela a la anchura de la alcantarilla.
La decoración con lanzas de la estela de Can Peixau y de la estela 2 de Baetulo se repite en tres estelas más dispersas por Cataluña (Rubí, Tona y Sant Sebastiá de la Guarda) y en un buen número de estelas del Bajo Aragón. El hecho de que la decoración con lanzas se concentre en la zona de los Sedetania y se encuentre dispersa entre tres pueblos más de la Cataluña ibérica se explica si se tratara de algún tipo de tropa militar en movimiento, quizá al servicio de los romanos. Esto explicaría también la desidia para conservar su memoria. Tampoco es seguro que las estelas provengan de la necrópolis ibérica de Baitolo. Podría ser de una necrópolis más tardía, romana o iberoromana, que solían hacerse cerca de las vías de comunicación, o en este caso de un campamento militar de reclutamiento. En cualquier caso las lanzas indican que se trata de tumbas de guerreros.

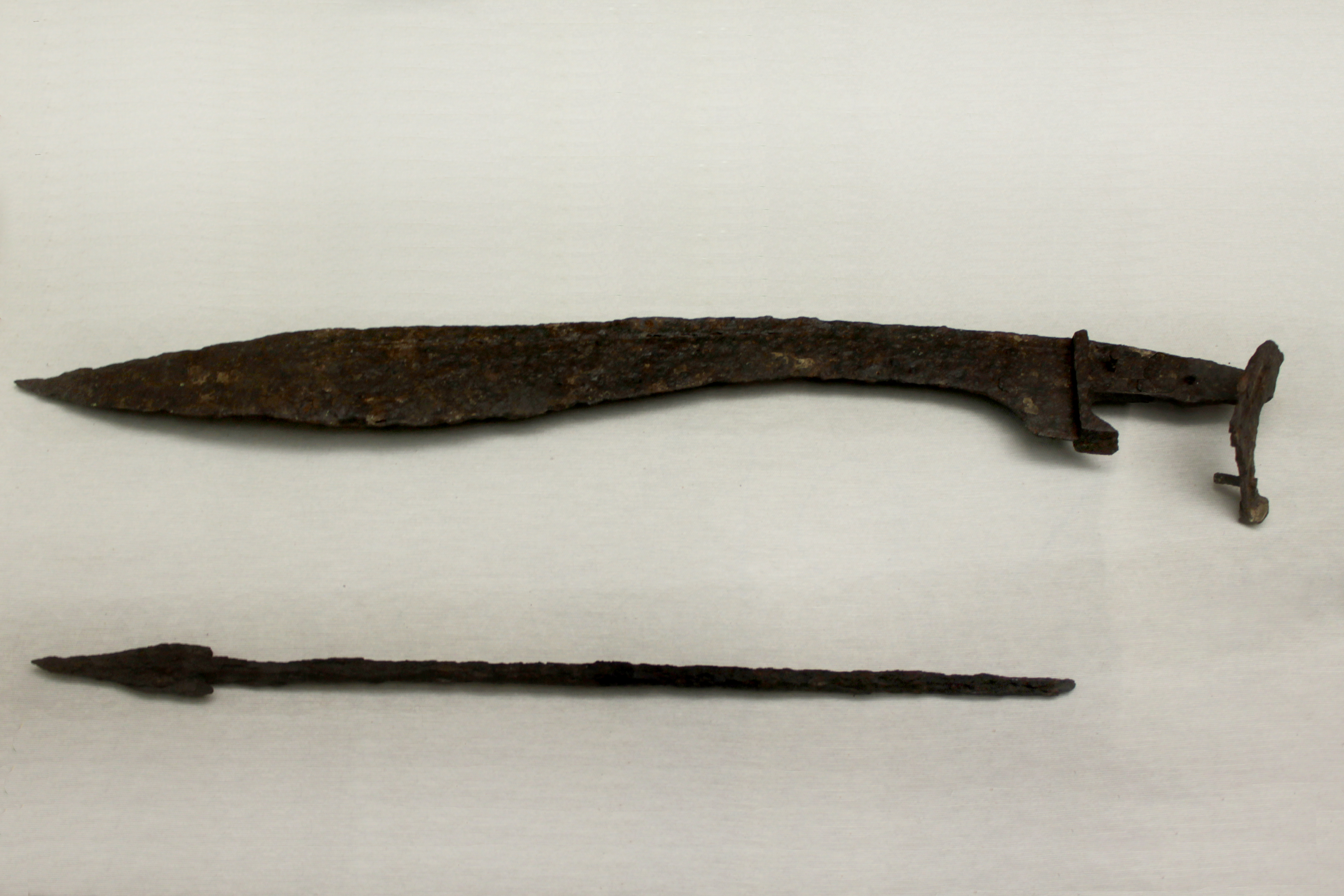
Armas ibéricas: una falcata y un fragmento de un soliferreum.

Las lanzas no representan ningún tipo concreto de arma sino una esquematización, dispuestas siempre verticalmente de forma paralela, en un número variable. El uso funerario de lanzas se ha relacionado con un pasaje de Aristóteles en la obra Política : «Entre los íberos, pueblo belicoso, levantan tantas lanzas [obeliskoi] alrededor de la tumba de un hombre como enemigos haya aniquilado »(Pol. VII, 2, 11; 1324b). El término ὀβελίσκος diminutivo de ὀβελός ( «asta»), podría referirse también a obeliscos o piedras pero en este caso se acepta la interpretación con el sentido originario de picas o lanzas. Este ritual funerario pasaría a ser simbolizado en las estelas representando la heroicidad del difunto. El número de lanzas no se relaciona necesariamente con el número de enemigos vencidos o de batallas ganadas. Habitualmente son 3, 4 o 5 y parece que depende del espacio disponible para la decoración de la estela.

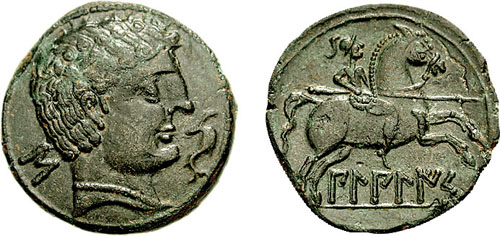
Moneda ibérica con un jinete con lanza a la carga de Bílbilis,

La lanza podía no es el arma más noble de un guerrero, como podría ser la espada, el escudo o el casco, pero los íberos eran conocidos como buenos jinetes y lanceros. Así se representan a menudo en las monedas ibéricas.
La iconografía de la luna podría estar relacionada con una deidad ibérica. La luna en un contexto funerario representaría el ciclo de la vida. La esvástica es una representación solar. La roseta o disco radiado podría representar el escudo del guerrero, la caetra ibérica, o bien una decoración floral como las encontradas en mosaicos romanos de Baetulo, pero en el contexto funerario seguramente es un símbolo astral. En la religiosidad ibérica, con importante carácter rural, se veneraba la naturaleza y los astros como el sol y la luna.

## referencias
1. ↑  Hesperia (ed.). «Ceca: baitolo, BAETVLO». Consultado el 17 març 2018.
2. 1 2  Torra i Portell, 2009.
3. 1 2 3 4 5  Comas Solà, 2001.
4. 1 2 3  Comas, Padrós y Velaza, 2001.
5. ↑  Reverter, 1980.
6. ↑  Díaz Martí, 2007, p. 89.
7. ↑  Moncunill Martí, 2010, p. 28.
8. ↑  Moncunill Martí, 2010, p. 43.
9. ↑  Moncunill Martí, 2010, p. 58.
10. ↑  Moncunill Martí, 2010.
11. ↑  Servei d'Arqueologia de Barcelona
12. 1 2  Riera Vargas, 2013.
13. ↑  Projecte Perseus: Aristot. Pol. 7.1324b
14. ↑  Oliver Foix, 1996.